# ریوکی ناگا
ریوکی ناگا (انگلیسی: Ryōki Nagae؛ زادهٔ ۲۶ اوت ۱۹۹۸) بازیگر اهل ژاپن است. وی از سال ۲۰۰۸ میلادی تاکنون مشغول فعالیت بوده‌است.